# Gruppo del Churfirsten
Il Gruppo del Churfirsten è un massiccio montuoso delle Prealpi di Appenzello e di San Gallo nelle Prealpi Svizzere. Si trova nel Canton San Gallo in Svizzera.

## Classificazione
Secondo la SOIUSA il Gruppo del Churfirsten è un gruppo alpino con la seguente classificazione:
- Grande parte = Alpi Occidentali
- Grande settore = Alpi Nord-occidentali
- Sezione = Prealpi Svizzere
- Sottosezione = Prealpi di Appenzello e di San Gallo
- Supergruppo = Catena del Churfirsten
- Gruppo = Gruppo del Churfirsten
- Codice = I/B-14.V-A.2

## Vette

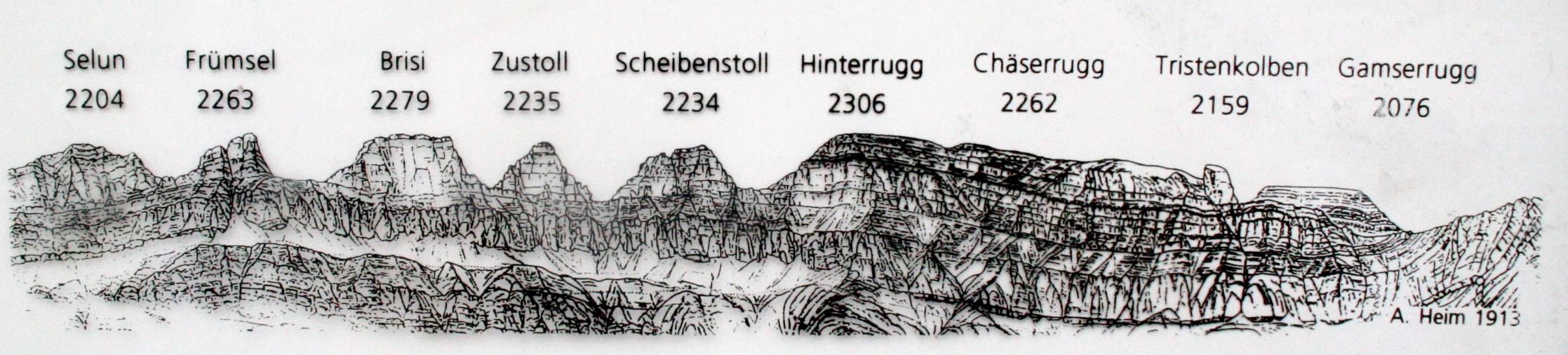
Le vette principali.

A seconda del modo in cui vengono contate nel gruppo vi sono da sette a tredici vette:
(da ovest verso est):
- Selun (2.205 m)
- Frümsel (2.263 m)
- Brisi (2.279 m)
- Zuestoll (2.235 m)
- Schibenstoll (2.234 m)
- Hinterrugg (2.306 m)
- Chäserrugg (2.262 m).